# 1989年の相撲
1989年の相撲（1989ねんのすもう）は、1989年の相撲関係のできごとについて述べる。

## 大相撲

### できごと
- 1月、7日に昭和天皇崩御のため、1月場所は初日を1日延期して開催された。また、場所中の大入り袋の配布、懸賞は取りやめ。千秋楽の音楽隊、優勝パレードも自粛。千秋楽各部屋の打ち上げの宴は自粛することも発表した。元前頭13枚目竹葉山引退、年寄中川襲名。プロスポーツ大賞を千代の富士が受賞。
- 2月、日本放送協会放送文化賞を二子山理事長が受賞。元前頭筆頭飛騨乃花引退、年寄尾上襲名。
- 4月、相撲教習所で審判研修会を開催。
- 6月、元小結花乃湖引退、花籠襲名。19日、宮城野(元小結廣川)死去、52歳。年寄中川が宮城野部屋を継承。
- 7月、7月場所の優勝決定戦では史上初となる同部屋横綱対決が行われた。元関脇舛田山引退、年寄千賀ノ浦襲名。
- 8月、元大関三根山死去。67歳。
- 9月、9月場所13日目、千代の富士が通算勝ち星史上最多の965勝。元関脇蔵間引退、年寄錣山襲名。29日、千代の富士に国民栄誉賞が贈られた。また、理事会で一代年寄を贈ることを決めたが、千代の富士は辞退した。
- 11月、新十両の貴花田は17歳2ヶ月で史上最年少関取となった。

### 本場所
- 一月場所（両国国技館・9日～23日）
幕内最高優勝 : 北勝海信芳（14勝1敗,4回目）
十両優勝 : 栃司哲史（11勝4敗）
- 三月場所（大阪府立体育会館・12日～26日）
幕内最高優勝 : 千代の富士貢（14勝1敗,27回目）
十両優勝 : 久島海啓太（11勝4敗）
- 五月場所（両国国技館・7日～21日）
幕内最高優勝 : 北勝海信芳（13勝2敗,5回目）
十両優勝 : 久島海啓太（10勝5敗）
- 七月場所（愛知県体育館・2日～16日）
幕内最高優勝 : 千代の富士貢（12勝3敗,28回目）
十両優勝 : 栃司哲史（12勝3敗）
- 九月場所（両国国技館・10日～24日）
幕内最高優勝 : 千代の富士貢（15戦全勝,29回目）
十両優勝 : 龍興山一人（10勝5敗）
- 十一月場所（福岡国際センター・12日～26日）
幕内最高優勝 : 小錦八十吉（14勝1敗,初）
十両優勝 : 小城ノ花昭和（13勝2敗）
- 年間最優秀力士賞：千代の富士貢（65勝10敗15休）
- 年間最多勝：北勝海信芳（72勝18敗）

## 誕生
- 1月31日 - 出羽疾風龍二（最高位：十両9枚目、所属：出羽海部屋）[1]
- 2月12日 - 朝弁慶大吉（最高位：十両7枚目、所属：高砂部屋）[2]
- 5月13日 - 大喜鵬将大（最高位：前頭16枚目、所属：宮城野部屋）[3]
- 6月11日 - 英乃海拓也（現役力士、所属：木瀬部屋）[4]
- 7月11日 - 志摩ノ海航洋（現役力士、所属：木瀬部屋）[5]
- 7月14日 - 飛翔富士廣樹（最高位：十両13枚目、所属：中村部屋→東関部屋）[6]
- 7月21日 - 旭日松広太（最高位：前頭11枚目、所属：大島部屋→友綱部屋）[7]
- 9月7日 - 勇輝瞬臣（最高位：幕下20枚目、所属：陸奥部屋、世話人：勇輝）
- 10月18日 - 旭大星託也（最高位：前頭8枚目、所属：大島部屋→友綱部屋→大島部屋）[8]

## 死去
- 1月7日 - 若國一男（最高位：十両11枚目、所属：伊勢ヶ濱部屋→荒磯部屋、* 1927年【昭和2年】）
- 6月19日 - 廣川泰三（最高位：小結、所属：高島部屋→吉葉山道場→宮城野部屋、年寄：宮城野、* 1937年【昭和12年】）[9]
- 7月24日 - 宇多川勝太郎（最高位：前頭3枚目、所属：高島部屋→吉葉山道場→宮城野部屋、* 1939年【昭和14年】）[10]
- 8月15日 - 三根山隆司（最高位：大関、所属：高島部屋、* 1922年【大正11年】）[11]
- 8月20日 - 天竜三郎（最高位：関脇、所属：出羽海部屋、* 1903年【明治36年】）[12]
- 10月18日 - 鶴美山侑宏（最高位：十両16枚目、所属：井筒部屋→双葉山道場→時津風部屋→井筒部屋、* 1924年【大正13年】）
- 10月20日 - 明瀬川傳四郎（最高位：前頭13枚目、所属：伊勢ヶ濱部屋、* 1918年【大正7年】）[13]
- 11月10日 - 綾若真生（最高位：前頭5枚目、所属：千賀ノ浦部屋→出羽海部屋、* 1909年【明治42年】）[14]